# Ясенок (Рязанская область)
Ясенок — село в Ухоловском районе Рязанской области России, входит в состав Ольховского сельского поселения.

## Географическое положение
Село расположено на реке Малая Мостья в 3 км на запад от центра поселения села Ольхи и в 8 км на северо-запад от райцентра Ухолово.

## История
Впервые Покровская церковь в этом селе упоминается в Ряжских писцовых книгах письма и меры Назарья Васильевича Колтовского до подъячего Матвея Кондратьева 1650 году. В 1761 году была построена новая деревянная церковь, здание которой было проданов 1863 году в село Александровка Сапожковского уезда.
Построение ныне существующей каменной церкви с двумя приделами начато в 1854 году. Настоящая церковь устроена на средства рязанской купчихи А.А. Анзимировой и освящена в 1872 году. Воскресенский придел был устроен и освящён в 1862 году, Феодоровский придел освящён в 1875 году.
В XIX — начале XX века село являлось центром Ясеневской волости Ряжского уезда Рязанской губернии. В 1906 году в селе было 124 двора.
С 1929 года село являлось центром Ясеновского сельсовета Ухоловского района Рязанского округа Московской области, с 1937 года — в составе Рязанской области, с 2005 года — в составе Ольховского сельского поселения.

## Население
| 1859 | 1897 | 1906 | 2010 |
| ---- | ---- | ---- | ---- |
| 816  | ↘541 | ↗755 | ↘264 |

## Инфраструктура
В селе имеются детский сад, отделение почтовой связи,продуктовый  магазин.Имеется санаторий.

## Достопримечательности
В селе расположена действующая Церковь Покрова Пресвятой Богородицы (1872).